# Lars Jonsson (il·lustrador)
Lars Jonsson (22 d'octubre del 1952 a Estocolm) és un il·lustrador ornitològic i botànic suec que viu a Hamra, al sud de l'illa sueca de Gotland. Ha dibuixat il·lustracions per a nombroses obres de referència, incloent-hi guies d'identificació d'espècies. La seva passió per la natura des de la infància el conduí a fer-se pintor de la natura. A l'edat de 15 anys inaugurà la seva primera exposició al Museu d'Història Natural d'Estocolm. El 2002 fou fet doctor honoris causa per la Universitat d'Uppsala. Treballa en plena natura, observant els seus subjectes mitjançant una ullera de llarga vista. A més de pintar olis i aquarel·les, fa litografies.